# Кубок Словаччини з футболу 2001—2002
Кубок Словаччини з футболу 2001–2002 — 9-й розіграш кубкового футбольного турніру в Словаччині. Титул здобув Коба (Сенець), який на момент проведення змагань грав у 2 лізі.

## Календар
| Раунд            | Дата                       | Матчі | Клуби   |
| ---------------- | -------------------------- | ----- | ------- |
| Попередній раунд | 25-26 липня/2 серпня 2001  | 8     | 36 → 32 |
| 1/16 фіналу      | 18 вересня — 3 жовтня 2001 | 16    | 32 → 16 |
| 1/8 фіналу       | 9-10 жовтня 2001           | 8     | 16 → 8  |
| 1/4 фіналу       | 23 жовтня 2001             | 4     | 8 → 4   |
| 1/2 фіналу       | 19 березня/9 квітня 2002   | 4     | 4 → 2   |
| Фінал            | 8 травня 2002              | 1     | 2 → 1   |

## 1/16 фіналу
| Команда 1                       | Рахунок      | Команда 2                   |
| ------------------------------- | ------------ | --------------------------- |
| 18 вересня 2001                 |              |                             |
| Стіл Транс (Личартовце) (2)     | 1:2          | Татран (Пряшів)             |
| Фомат (Мартін) (3)              | 0:2          | Бардіїв (3)                 |
| Ж'яр-над-Гроном (2)             | 1:1 пен. 3:4 | Чаня (3)                    |
| Рімавска Собота (2)             | 3:2          | Дукла (2)                   |
| Сениця (3)                      | 0:0 пен. 4:3 | Артмедія                    |
| ДАК 1904 (Дунайська Стреда) (2) | 0:0 пен. 3:4 | Топольчани (2)              |
| Петрохема (Дубова) (3)          | 2:4          | Матадор (Пухов)             |
| Гуменне (2)                     | 0:2          | Ружомберок                  |
| Подберезова (2)                 | 0:1          | Жиліна                      |
| Девін (2)                       | 2:2 пен. 3:5 | Оцета Дукла Тренчин         |
| 2 жовтня 2001                   |              |                             |
| Новаки (2)                      | 3:0          | Кошице                      |
| 3 жовтня 2001                   |              |                             |
| Коба (Сенець) (2)               | 2:2 пен. 4:2 | Спартак (Трнава) (2)        |
| Вракуня (Братислава) (3)        | 1:0          | Словенський Гроб (3)        |
| Слован-2 (2)                    | 1:1 пен. 3:2 | Дубниця                     |
| Банік (Прєвідза) (3)            | 0:1          | Слован                      |
| Нітра (2)                       | 0:1          | Інтер Словнафт (Братислава) |

## 1/8 фіналу
| Команда 1                   | Рахунок      | Команда 2                |
| --------------------------- | ------------ | ------------------------ |
| 9 жовтня 2001               |              |                          |
| Чаня (3)                    | 2:1          | Топольчани (2)           |
| Інтер Словнафт (Братислава) | 2:0          | Слован-2 (2)             |
| Рімавска Собота (2)         | 3:0          | Вракуня (Братислава) (3) |
| Бардіїв (3)                 | 4:1          | Татран (Пряшів)          |
| Матадор (Пухов)             | 3:0          | Слован                   |
| Коба (Сенець) (2)           | 2:0          | Ружомберок               |
| Жиліна                      | 4:2          | Новаки (2)               |
| 10 жовтня 2001              |              |                          |
| Сениця (3)                  | 1:1 пен. 5:4 | Оцета Дукла Тренчин      |

## 1/4 фіналу
| Команда 1           | Рахунок      | Команда 2                   |
| ------------------- | ------------ | --------------------------- |
| 23 жовтня 2001      |              |                             |
| Рімавска Собота (2) | 0:0 пен. 2:4 | Жиліна                      |
| Матадор (Пухов)     | 5:1          | Чаня (3)                    |
| Коба (Сенець) (2)   | 3:1          | Інтер Словнафт (Братислава) |
| Бардіїв (3)         | 1:1 пен. 5:3 | Сениця (3)                  |

## 1/2 фіналу
| Команда 1                | Заг. | Команда 2         | 1-й матч | 2-й матч |
| ------------------------ | ---- | ----------------- | -------- | -------- |
| 19 березня/9 квітня 2002 |      |                   |          |          |
| Бардіїв (3)              | 1:3  | Коба (Сенець) (2) | 1:0      | 0:3      |
| Матадор (Пухов)          | 3:0  | Жиліна            | 1:0      | 2:0      |

## Фінал
| 8 травня 2002 |

| Матадор (Пухов) | 1:1 дч   | Коба (Сенець) (2) |
| --------------- | -------- | ----------------- |
| Брешка 79'      | Протокол | Лукач 49'         |

| Стадіон ФК Равен, Поважська Бистриця Глядачів: 4 584 Арбітр: Антон Стредак |

|  |     | Пенальті |
|  | 2:4 |          |